# トリガー (小説)
『トリガー』は、2009年7月5日にリトルモアより発売された日本のハードボイルド小説、およびそれを原作にした漫画作品。

## 概要
お笑い芸人の板倉俊之が初めて手がけた小説である。装画は髙橋ツトムが手がけた。近未来、国王制となった日本を舞台に、専用拳銃の所持と独自判断による発砲を許可された者「トリガー」の活動と顛末を描く。キャッチコピーは「2028年、射殺許可法下の日本。拳銃ベレッタを手に、トリガーが『悪』を裁く！」。
板倉は2007年頃、出版社「リトルモア」の社長から「何かやってみないか」と声をかけられた。その時点では書く内容やジャンルは決まっておらず、当時はお笑い芸人の自伝本ブームだったことから自伝を書こうとも考えたが、結局はフィクションを書くことになった。完成まで1年半ほどかかり、ストーリーを考えるのに2割、文章を書くのに残りの8割の時間を費やした。執筆を開始した最初は紙に書いたが、パソコンも使用した。
2020年3月27日には、『トリガー ―国家認定殺人者―』と改題して新潮文庫nexより文庫化された。漫画版にのみ収録されていた3編と、書き下ろしエピソード1編が新たに追加されている。

## あらすじ
西暦2028年。国内の諸問題をまったく解決できない国会議員たちに嫌気が差した日本国民は議院内閣制を打倒し、新たに国王制を導入する。初代国王・坂本は国民の支持を裏切って権力と私欲で国を荒廃させるが、軍人の1人・冴木は反乱軍を結成して立ち上がり、坂本を公開処刑する。2代目国王となった冴木は、日本から犯罪を無くすべく「射殺許可法」を制定し、「悪」と認定した人間を即刻死刑にできる執行人「トリガー」を各都道府県に1人ずつ配置することを決定する。こうして、トリガーとなった者たちのさまざまな活動と顛末が描かれていく。

## 射殺許可法
- 各都道府県に1名ずつトリガーを配置する。最終話では改正され、各市区町村に1人ずつトリガーが配置された。
- トリガーの任期は1月1日から12月31日までの1年間とする。
- トリガーにはICチップを内蔵した専用拳銃ベレッタ（最終話ではマシンガン）と電子手帳が支給される。
- 各トリガーのベレッタはトリガー本人が住民登録している都道府県内でのみ効果がある。エリア外に出ると自動的に引き金にロックがかかる。最終話では各市区町村にトリガーが配置されることになったが、そのエリアを出るとロックがかかるかは不明。
- ベレッタにはGPSが搭載されており、トリガーの居場所は常に政府によって把握されている。
- 紛失盗難による被害を防ぐため、トリガーは常にベレッタを携帯しなくてはならない[注 2]。
- トリガーの選定法は、志願者に脳波計をつけた状態でとある映像を見せ、アドレナリン分泌のタイミング並びに量および脳波を測定する。そのグラフが国王により近い者を適合者とし、国王が最終決定を下す。
- トリガーの正体を暴こうとする者並びにトリガーの素性を特定する、またはその手助けとなる情報を流した者は、極刑に処す。また、偶然テレビカメラに映り込むなどでマスメディアに情報が流れてしまっても、その映像や写真はすぐに規制・消去され、トリガーの生活に支障が出ないよう取り計らわれる[注 3]。
- トリガーがどのようにベレッタを使っても、その行為は法的に処罰されない[注 4]。

## 評価・備考
爆笑問題の太田光も本作を絶賛しており、帯に「板倉。見て見ぬフリの文壇にこの弾を撃ち込んでやれ！」というメッセージを寄せている。また、太田は自身のラジオ番組『爆笑問題カーボーイ』（2009年9月15日放送回）でお笑いタレントが執筆した小説を話題にした際にも本作に触れており、「めちゃくちゃ面白い、見事だね。板倉に聞いたら、読書家でもないし、文章を書いたこともない。でも、書き方がプロ。そもそも、設定が面白い。その上で、善悪とは何かっていうテーマがきちんと書かれている」「国家が保証している正義なんだけど、『トリガー』の中には権力に溺れる奴もいる。その一方で、善悪というものを考えて、なかなか撃てずに逡巡する奴もいる。その先には、武力で平和が実現できるのかっていうテーマに繋がる。その描き方が、片側だけじゃないんだよ。本当に深い描き方をしている。それが凄いんだ。最近のハードボイルドの中で、普通の小説家と遜色ない。むしろ、かなり面白い部類に入るんじゃないだろうか」と絶賛している。
上述の数回に渡る太田の絶賛、特に発売から2年後の情報ワイド・バラエティ番組『王様のブランチ』に出演した際の紹介により、爆発的に売れ行きが上がった。その放送を実業之日本社の社員が見ており、漫画化のきっかけになったという。また、漫画家の北条司も絶賛しており、漫画版第5巻の帯にメッセージを寄せている。

## 書籍情報
- 単行本：リトルモア、2009年7月5日、ISBN 978-4-89815-270-6
- 文庫本：新潮文庫nex、2020年3月27日、ISBN 978-4-10180-186-5

## 漫画
2011年から2013年2月まで実業之日本社発行の雑誌『漫画サンデー』で連載された。作画は武村勇治が担当している。漫画版独自のトリガーが登場する話も描かれている。
2013年5月31日には、『漫画サンデー』公式サイトで本誌連載分から続く最新話の無料配信が開始され、毎月第2・第4金曜日に更新されていた。
単行本はマンサンコミックスより発売。全5巻。
1. 2011年12月27日 ISBN 978-4-408-17361-0
2. 2012年8月29日 ISBN 978-4-408-17405-1
3. 2013年5月29日 ISBN 978-4-408-17443-3
4. 2014年3月29日 ISBN 978-4-408-17462-4
5. 2015年1月26日 ISBN 978-4-408-17511-9